# Pohár UEFA 1972/1973
Sezóna 1972/73 Poháru UEFA byla 15. ročníkem tohoto poháru a zároveň druhým pod tímto názvem. Vítězem se stal tým Liverpool FC.

## První kolo
| Domácí v 1. zápase       | Celkem  | Hosté v 1. zápase         | 1. zápas | 2. zápas |
| ------------------------ | ------- | ------------------------- | -------- | -------- |
| Aberdeen FC              | 5–9     | Borussia Monchengladbach  | 2–3      | 3–6      |
| Atvidabergs FF           | 5–6     | Club Brugge KV            | 3–5      | 2–1      |
| Manchester City FC       | 3–4     | Valencia CF               | 2–2      | 1–2      |
| FK Lyn                   | 3–12    | Tottenham Hotspur FC      | 3–6      | 0–6      |
| 1. FC Köln               | 5–1     | Bohemian FC               | 2–1      | 3–0      |
| Budapest Honvéd FC       | 4–0     | Partick Thistle FC        | 1–0      | 3–0      |
| Viking FK                | 1–0     | IBV                       | 1–0      | 0–0      |
| Feyenoord                | 21–0    | US Rumelange              | 9–0      | 12–0     |
| Liverpool FC             | 2–0     | Eintracht Frankfurt       | 2–0      | 0–0      |
| Nîmes Olympique          | 2–4     | Grasshopper Club Zürich   | 1–2      | 1–2      |
| Vitória FC               | 6–2     | Zaglebie Sosnowiec        | 6–1      | 0–1      |
| Stoke City FC            | 3–5     | 1. FC Kaiserslautern      | 3–1      | 0–4      |
| RWD Molenbeek            | 0–3     | GD Fabril                 | 0–1      | 0–2      |
| Turín FC                 | 2–4     | Las Palmas                | 2–0      | 0–4      |
| FC Sochaux-Montbéliard   | 2–5     | BK Frem                   | 1–3      | 1–2      |
| Olympiakos Pireus        | 3–1     | Cagliari                  | 2–1      | 1–0      |
| Angers SCO               | 2–3     | Berliner FC Dynamo        | 1–1      | 1–2      |
| FC Porto                 | 4–1     | FC Barcelona              | 3–1      | 1–0      |
| U Cluj                   | 5–6     | Levski-Spartak Sofia      | 4–1      | 1–5      |
| FK Crvena zvezda         | 7–4     | FC Lausanne-Sport         | 5–1      | 2–3      |
| FC Internazionale Milano | 7–1     | Valletta                  | 6–1      | 1–0      |
| Stara Zagora             | 10–1    | FK Austria Wien           | 7–0      | 3–1      |
| UTA Arad                 | 1–4     | IFK Norrköping            | 1–2      | 0–2      |
| EPA Larnaka              | 0–2     | FC Ararat Jerevan         | 0–1      | 0–1      |
| AEK Athény               | 4–2     | Salgótarján BTC           | 3–1      | 1–1      |
| Eskisehirspor            | 1–5     | Fiorentina                | 1–2      | 0–3      |
| Dukla Praha              | 3–5     | OFK Bělehrad              | 2–2      | 1–3      |
| ŠK Slovan Bratislava     | 8–1     | FK Vojvodina Novi Sad     | 6–0      | 2–1      |
| FC Dinamo Tbilisi        | 3–4     | FC Twente                 | 3–2      | 0–2      |
| Ruch Chorzów             | 3–1     | Fenerbahçe SK             | 3–0      | 0–1      |
| Dynamo Drážďany          | 4–2     | FC Linz                   | 2–0      | 2–2      |
| Hvidovre IF              | (kont.) | Helsingin Jalkapalloklubi |          |          |

## Druhé kolo
| Domácí v 1. zápase       | Celkem | Hosté v 1. zápase    | 1. zápas | 2. zápas |
| ------------------------ | ------ | -------------------- | -------- | -------- |
| Berliner FC Dynamo       | 3–2    | Levski-Spartak Sofia | 3–0      | 0–2      |
| Borussia Monchengladbach | 6–1    | Hvidovre IF          | 3–0      | 3–1      |
| FC Porto                 | 5–3    | Club Brugge KV       | 3–0      | 2–3      |
| Tottenham Hotspur FC     | 4–1    | Olympiakos Pireus    | 4–0      | 0–1      |
| FK Crvena zvezda         | 4–1    | Valencia CF          | 3–1      | 1–0      |
| FC Internazionale Milano | 4–2    | IFK Norrköping       | 2–2      | 2–0      |
| Viking FK                | 2–9    | 1. FC Köln           | 1–0      | 1–9      |
| Stara Zagora             | 3–1    | Budapest Honvéd FC   | 3–0      | 0–1      |
| Feyenoord                | 5–5(v) | OFK Bělehrad         | 4–3      | 1–2      |
| Liverpool FC             | 6–1    | AEK Athény           | 3–0      | 3–1      |
| Vitória FC               | (v)2–2 | Fiorentina           | 1–0      | 1–2      |
| Grasshopper Club Zürich  | 3–7    | FC Ararat Jerevan    | 1–3      | 2–4      |
| GD Fabril                | 2–3    | 1. FC Kaiserslautern | 1–3      | 1–0      |
| Las Palmas               | 3–2    | ŠK Slovan Bratislava | 2–2      | 1–0      |
| Ruch Chorzów             | 0–4    | Dynamo Drážďany      | 0–1      | 0–3      |
| BK Frem                  | 0–9    | FC Twente            | 0–5      | 0–4      |

## Třetí kolo
| Domácí v 1. zápase   | Celkem    | Hosté v 1. zápase        | 1. zápas | 2. zápas |
| -------------------- | --------- | ------------------------ | -------- | -------- |
| FC Ararat Jerevan    | 2–2(pen.) | 1. FC Kaiserslautern     | 2–0      | 0–2      |
| 1. FC Köln           | 0–5       | Borussia Monchengladbach | 0–0      | 0–5      |
| Tottenham Hotspur FC | 2–1       | FK Crvena zvezda         | 2–0      | 0–1      |
| FC Twente            | 4–2       | Las Palmas               | 3–0      | 1–2      |
| OFK Bělehrad         | 3–1       | Stara Zagora             | 0–0      | 3–1      |
| Vitória FC           | 2–1       | FC Internazionale Milano | 2–0      | 0–1      |
| Berliner FC Dynamo   | 1–3       | Liverpool FC             | 0–0      | 1–3      |
| FC Porto             | 1–3       | Dynamo Drážďany          | 1–2      | 0–1      |

## Čtvrtfinále
| Domácí v 1. zápase   | Celkem | Hosté v 1. zápase        | 1. zápas | 2. zápas |
| -------------------- | ------ | ------------------------ | -------- | -------- |
| 1. FC Kaiserslautern | 2–9    | Borussia Monchengladbach | 1–2      | 1–7      |
| OFK Bělehrad         | 3–4    | FC Twente                | 3–2      | 0–2      |
| Tottenham Hotspur FC | (v)2–2 | Vitória FC               | 1–0      | 1–2      |
| Liverpool FC         | 3–0    | Dynamo Drážďany          | 2–0      | 1–0      |

## Semifinále
| Domácí v 1. zápase       | Celkem | Hosté v 1. zápase    | 1. zápas | 2. zápas |
| ------------------------ | ------ | -------------------- | -------- | -------- |
| Liverpool FC             | (v)2–2 | Tottenham Hotspur FC | 1–0      | 1–2      |
| Borussia Monchengladbach | 5–1    | FC Twente            | 3–0      | 2–1      |

## Finále
| Domácí v 1. zápase | Celkem | Hosté v 1. zápase  | 1. zápas | 2. zápas |
| ------------------ | ------ | ------------------ | -------- | -------- |
| Liverpool FC       | 3–2    | B. Mönchengladbach | 3–0      | 0–2      |

## Vítěz
| Pohár UEFA 1972/73 Liverpool FC Ray Clemence, Chris Lawler, Alec Lindsay, Tommy Smith , Larry Lloyd, Emlyn Hughes, Kevin Keegan, Peter Cormack, John Toshack, Steve Heighway, Ian Callaghan, Brian Hall, Frankie Lane, Trevor Storton, Phil Thompson, Phil Boersma Trenér: Bill Shankly |